# Miraglossum pilosum
Miraglossum pilosum är en oleanderväxtart som först beskrevs av Rudolf Schlechter, och fick sitt nu gällande namn av F.K. Kupicha. Miraglossum pilosum ingår i släktet Miraglossum och familjen oleanderväxter. Inga underarter finns listade i Catalogue of Life.